# Urna
Urna je vrsta vaze sa suženim grlom, koja se koristi u ukrasne svrhe, ali su danas najpoznatije urne u koje se smješta pepeo kremiranog pokojnika. 

## Povijest
Najstarije urne koje su služile za smještanje pepela kremiranog pokojnika ežu od oko 7000. pr. Kr. na prostoru arheološkog nalazišta Jiahu u Narodnoj Republici Kini, gdje je pronađeno 32 primjeraka. Rimljani su polagali urne s ostacima pokojnika u grupne grobnice, kolumbarije. U Antičkoj Grčkoj postojale su tzv. dipilonske vaze, u Etruriji mali glineni sarkofazi s figurama pokojnika na poklopcu, a u okolici Bihaća kamene japodske urne s figuralnim prikazima. U Antičkoj Grčkoj brončane i drvene urne su korištene pri glasovanju u procesima izbora ili donošenja pravnih i drugih odluka. Oživljavanjem običaja spaljivanja mrtvaca urne su ponovno ušle u primjenu od 19. stoljeća.

## Vanjske poveznice
- Urna Hrvatska enciklopedija
- Urna, Proleksis enciklopedija